# Frans van Mieris el Viejo

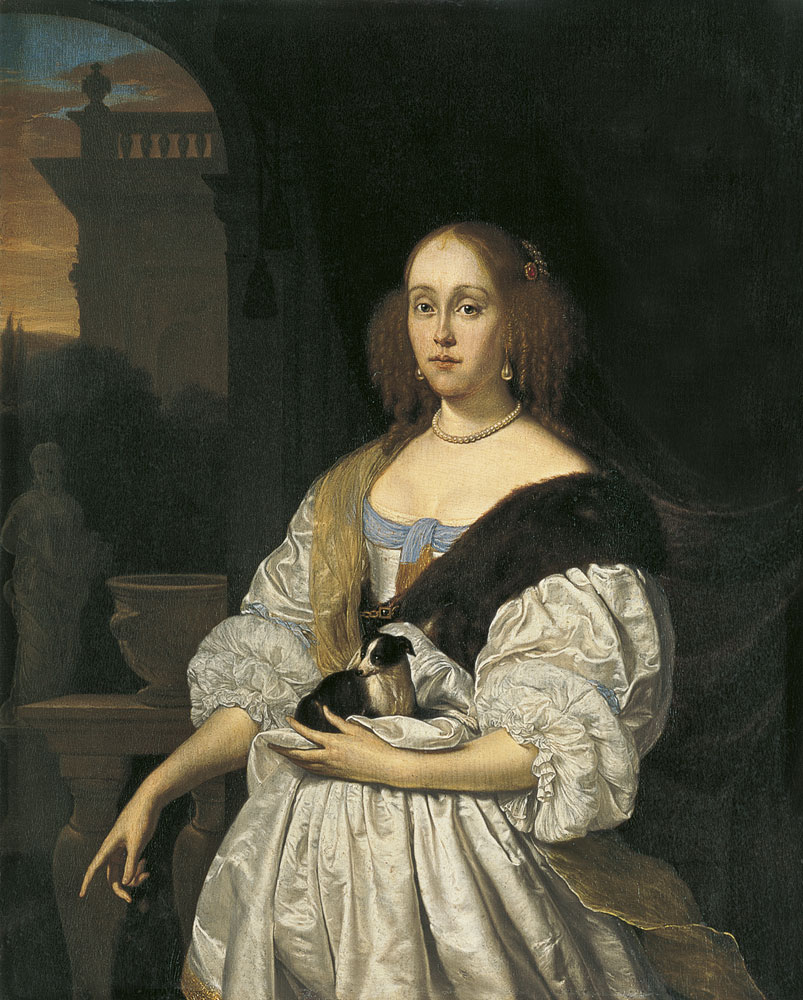
Retrato de una dama con un perro en el regazo, 1672, óleo sobre tabla, 31,7 x 25,4 cm, Madrid, Museo Thyssen Bornemisza.

Frans van Mieris (I) (Leiden, 1635-1681) fue un dibujante, grabador y pintor barroco holandés, especializado en pintura de género y retratos.

## Biografía
Nació en una familia de pintores y de orfebres. Era hijo de Jan Bastiaans van Mieris, un orfebre, tallista de rubíes y diamantes en Leiden. Inició su formación como orfebre en el taller de su primo Willem, pero no tardó en pasar a estudiar pintura con Gerrit Dou, primero, y con Abraham van den Tempel más adelante. Adquirió del primero el gusto por el acabado exquisito, la atención a la calidad de las texturas y la composición. 
El 14 de mayo de 1658 se inscribió en el gremio de pintores de Leiden aunque es posible que ejerciese como maestro independiente al menos desde 1655. Desempeñó cargos de responsabilidad en el gremio ya en 1663 y en 1665 fue elegido decano. Casado en 1657 con Curera van der Cock, fue padre de Jan y Willem van Mieris y abuelo de Frans van Mieris (II), pintores todos ellos y continuadores de su estilo. Ya en vida gozó de considerable notoriedad. Superando las fronteras de su patria obtuvo encargos de Leopoldo Guillermo de Habsburgo, que lo invitó a su corte de Viena al abandonar los Países Bajos del Sur, y de Cosme III de Médici, gran duque de Toscana, que lo visitó en su estudio. Falleció en Leiden el 12 de marzo de 1681.
Además de a sus propios hijos tuvo como aprendices a Carel de Moor (II) y a Olivier van Deuren.

## Obra

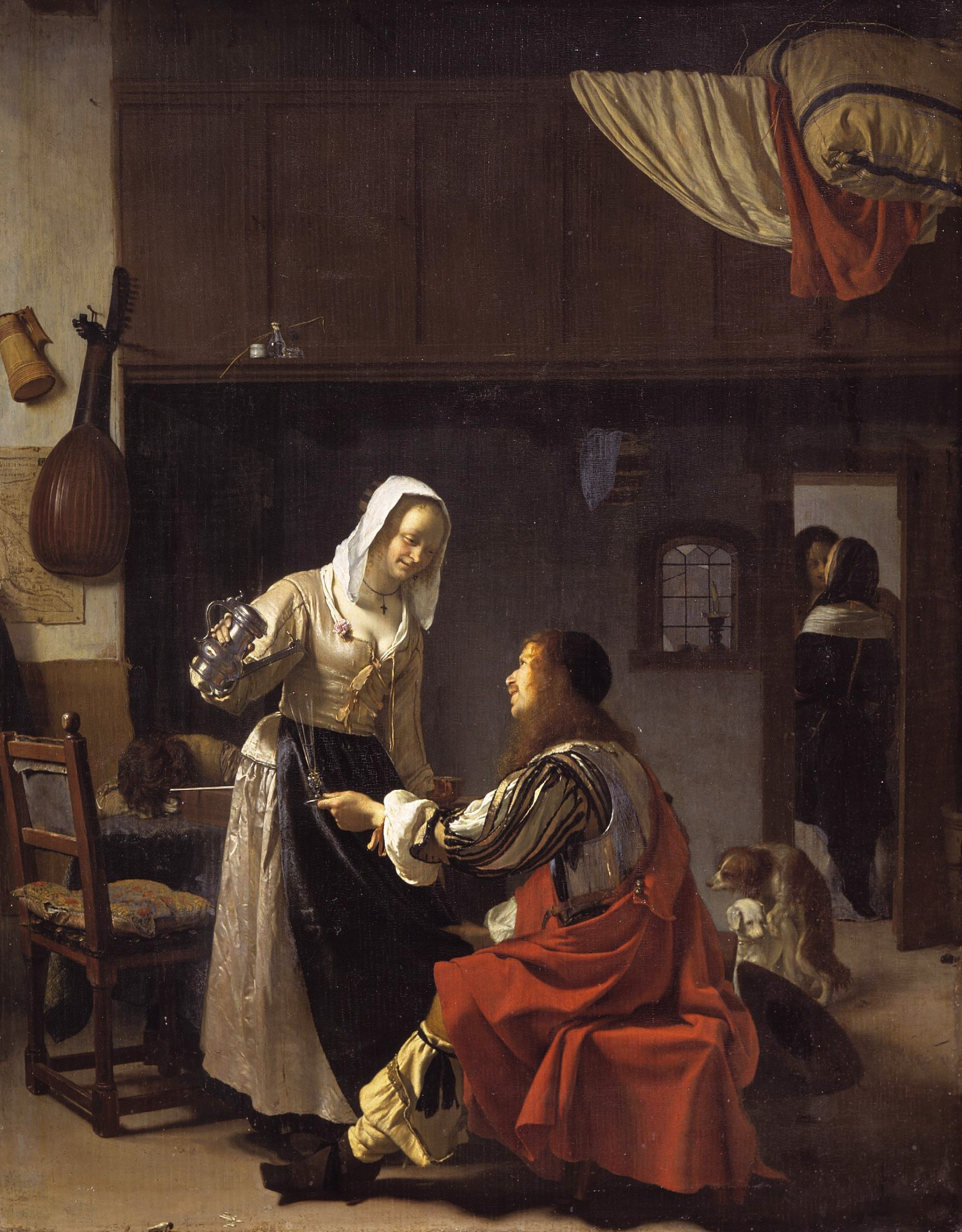
Escena de burdel, 1658, óleo sobre tabla, 42,8 × 33,3 cm, La Haya, Mauritshuis.

A menudo escogió tablas de pequeño tamaño, 30 x 40 cm, y si se relaciona su nombre con un cuadro de tamaño mayor probablemente se trate de una obra de su hijo, Willem o de otro imitador. A diferencia de Dou cuando dejó a Rembrandt por primera vez, o Jan Steen cuando comenzó una carrera independiente, Mieris nunca se atrevió a dibujar figuras a tamaño natural. Se le clasifica, junto a él y con Gabriël Metsu dentro de los fijnschilders neerlandeses, esto es, pintores en los que la precisión es tal que las pinceladas se hacen invisibles a simple vista. La forma en que representa las telas, la seda en particular, es, en este punto, notable. El aspecto final muestra brillo y un bruñido metálico. 
Mieris pintó muchos cuadros sobre la vida de la aristocracia y la cotidiana de los trabajadores. Los temas que mejor trataba eran aquellos en los que ilustraba las costumbres de las clases pudientes; pero a veces tenía éxito también en los incidentes cotidianos y en el retrato, y no infrecuentemente se atrevía con las alegorías. Pintó repetidamente la falda de satén que Ter Borch puso de moda, y a menudo rivalizó con él en la representación fiel de los tejidos ricos y coloridos. Pero quedaba por debajo de Ter Borch y Metsu, porque carecía de su delicada percepción de la armonía o su encantadora suavidad de toque, y era inferior a Gerard Dou, porque era más duro, y no tenía su sentimiento por el efecto del claroscuro; cuando a veces representa el marco de una ventana animada con verdura, y ornamentada con bajorrelieves dentro de los cuales se ven figuras hasta la cintura, su modelo es verdaderamente Dou. Si hay que buscar diferencias entre sus obras de juventud y las de madurez, es que las primeras eran más claras y con más delicadas carnaciones, mientras que las segundas fueron a menudo más oscuras y más lívidas en las sombras.